# Lenakel
Lenakel é a maior cidade na Ilha de Tanna, em Vanuatu. Está localizada na costa oeste da ilha, perto da capital administrativa da província de Tafea, Isangel e serve como um importante porto de entrada. Em 2012 a sua população era estimada em 1.507 habitantes, sendo ligeiramente maior que Isangel.